# 고즈촌 (후쿠시마현)
고즈촌(河内村)은 후쿠시마현 아사카군에 일찍이 존재했던 촌이다.

## 지리
- 현재의 고리야마시의 서부에 위치한다.

## 역사
- 1889년 4월 1일 - 정촌제 시행에 의해, 2촌이 합병해 아사카군 고즈촌이 성립하였다.
- 1955년 4월 23일 - 고즈촌은 다다노 촌과 합병해 오세촌이 성립하여, 고즈촌은 소멸하였다.

## 인구
- 1889년 1,076
- 1920년 1,438
- 1947년 2,216

## 참고문헌
- 角川日本地名大辞典編纂委員会『角川日本地名大辞典 7 福島県』、角川書店、1981年 ISBN 4040010701
- 日本加除出版株式会社編集部『全国市町村名変遷総覧』、日本加除出版、2006年、ISBN 4817813180